# Alan Mahon
Alan Joseph Mahon, irski nogometaš, * 4. april 1978, Dublin, Irska.
Mahon je nekdanji nogometni napadalni vezni igralec, nazadnje je igral za Tranmere Rovers.